# Пери О’Шонеси
Пери О’Шонеси (на английски: Perri O’Shaughnessy) е псевдонимът на сестрите Мери и Памела О’Шонеси (на английски: Mary & Pamela O'Shaughnessy), американски писателки на бестселъри в жанра съдебен трилър.

## Биография и творчество
Мери и Памела О’Шонеси са родени в ирландско семейство с четири деца – син Патрик и три дъщери Мери, Памела и Меган. Баща им работи като инженер в космическата индустрия, а после в Министерството на отбраната, въпреки че винаги е искал да бъде адвокат и дори се е опитвал да пише книга. Майка им, която е съдебен служител, обаче също упорито учи право и завършва на 50 години, като дори практикува заедно с дъщеря си Памела. Работата на родителите им налага постоянно да се местят на ралични места. Памела е родена в Сейнт Луис, Мисури, а Мери в Оукланд, Калифорния.
Въпреки местенето им, а може би и поради това, те придобиват голямо увлечение към книгите, като четат всичко, което им попадне, със съдействието на родителите си или съседите. Те са отлични ученички и когато завършват основното си образование печелят стипендии за всяко едно училище в Калифорния.
Памела започва да учи в колежа „Whittier“, но попада сред група хипита и заминава за Европа. Една година намира временни работи и пее в барове, имайки добър успех като певица. Изпълнявайки свое обещание към родителите си се връща в САЩ и продължава да учи.
На 17 години Мери се мести при сестра си в Лонг Бийч, Калифорния. Двете учат заедно в Калифорнийския държавен университет и за да се издържат, ходят да работят на различни места – служителки, сервитьорки и др.
Мери завършва Калифорнийския университет в Санта Барбара с диплома по английски език (с висока степен). След дипломирането и Памела започва работа в Сан Франциско като изследовател за гражданските права към правителството. След две години тя взема успешно изпитите и започва да учи право в Харвард. Мести се Кеймбридж, Масачузетс, за да се присъедини към Мери, която работи в Санта Барбара.
Мери работи на различни работи, първо като дизайнер на продукция, а след това по различни мултимедийни проекти. Работи като фотограф за документални продукции на „National Geographic“ и се учи на визуално редактиране, редактиране на звук, и разказване на истории. Докато е в Бостън се запознава със съпруга си Брад, бъдещ инженер, с когото са женени повече от две десетилетия и имат три деца. Тя продължава традицията на родителите си да се мести от място на място. Първоначално работи в Ню Йорк, после в Хавай, а след това до езерото Тахо. Сега живее в северната част на Калифорния близо до Сан Франциско.
След като завършва право в Харвард Памела започва първата си работа като адвокат в малка фирма в Кармел, Калифорния. Когато майка и завършва образованието си, двете правят собствена адвокатска кантора „О’Шонеси“ в Монтерей, Калифорния. Памела практикува право в Сан Пабло, и Саут Лейк Тахо, Калифорния, в продължение на шестнадесет години. Омъжва се за земемера Майкъл Фулър с когото имат син.
Към 1993 г. Мери и Памела започват да пишат заедно. Памела съставя сюжети и пише поезия. Мери, която е учила творческо писане в колежа, оформя останалата част.
Пишат в първия си роман в продължение на години и през 1995 г. той е публикуван. С него започва серията съдебни трилъри с главен герой адвокатката по криминални дела от езерото Тахо, младата Нина Рейли, която работи за адвокатска кантора в Кармел, Калифорния. В много отношения личният живот на героинята им отразява моменти от техния собствен живот.
По препоръка на агентката си Нанси Йост избират псевдоним – „Пери О’Шонеси“. Той е смесица на първите им имена – Памела и Мери, а фамилията е по тази на баща им – О’Шонеси. Освен това е и езин вид почит към Пери Мейсън, адвокатът, който „никога“ не е срещал виновен клиент.
Серията става много популярна и някои от романите са в списъка на бестселърите на „Ню Йорк Таймс“. Преведени са на много езици в света.
През 2006 г. издават сборник от 19 криминални разказа, а през 2007 г. излиза единствения им роман извън поредицата за Нина Рейли.
Мери и Памела О’Шонеси живеят в Северна Калифорния на един час път една от друга. Памела освен романите пише и стихове (които публикува отделно) пее блусове, и проучва широкия свят. Мери също пътува много и все още се грижи за семейството си.

## Произведения

### Серия „Нина Рейли“ (Nina Reilly)
1. Motion to Suppress (1995)
Липсващи улики, изд.: ИК „Прозорец“, София (2003), прев. Павел Константинов
2. Invasion of Privacy (1996)
Сляпо правосъдие, изд.: ИК „Прозорец“, София (1999), прев. Здравка Евтимова
3. Obstruction of Justice (1997)
Юмрукът на правосъдието, изд.: ИК „Прозорец“, София (2000), прев. Весела Василева
4. Breach of Promise (1998)
Неспазено обещание, изд.: ИК „Прозорец“, София (2003), прев. Саша Попова
5. Acts of Malice (1999)
6. Move to Strike (2000)
Мечът на правосъдието, изд.: ИК „Прозорец“, София (2002), прев. Силвия Вълкова
7. Writ of Execution (2001)
Джакпот, изд.: ИК „Прозорец“, София (2005), прев. Асен Георгиев
8. Unfit to Practice (2002)
Адвокат под забрана, изд.: ИК „Прозорец“, София (2005), прев. Асен Георгиев
9. Presumption of Death (2003)
10. Unlucky in Law (2004)
11. Case of Lies (2005)
12. Show No Fear (2008)
13. Dreams of the Dead (2011)

### Самостоятелни романи
- Keeper of the Keys (2007)

### Антологии
- Sinister Shorts (2006) – сборник разкази